# Hugh Walker (hokej na travi)
Hugh Stewart Walker (2. veljače 1888. — 29. listopada 1958.) je bivši škotski hokejaš na travi. 
Osvojio je brončano odličje na hokejaškom turniru na Olimpijskim igrama 1908. u Londonu igrajući za Škotsku. 

## Vanjske poveznice
- Profil na databaseOlympics
- Profil na Sports Reference.com  Arhivirana inačica izvorne stranice od 3. veljače 2013. (Wayback Machine)